# Uroctea grossa
Uroctea grossa är en spindelart som beskrevs av Roewer 1960. Uroctea grossa ingår i släktet Uroctea och familjen Oecobiidae.
Artens utbredningsområde är Afghanistan. Inga underarter finns listade i Catalogue of Life.